# P4 Kristianstad

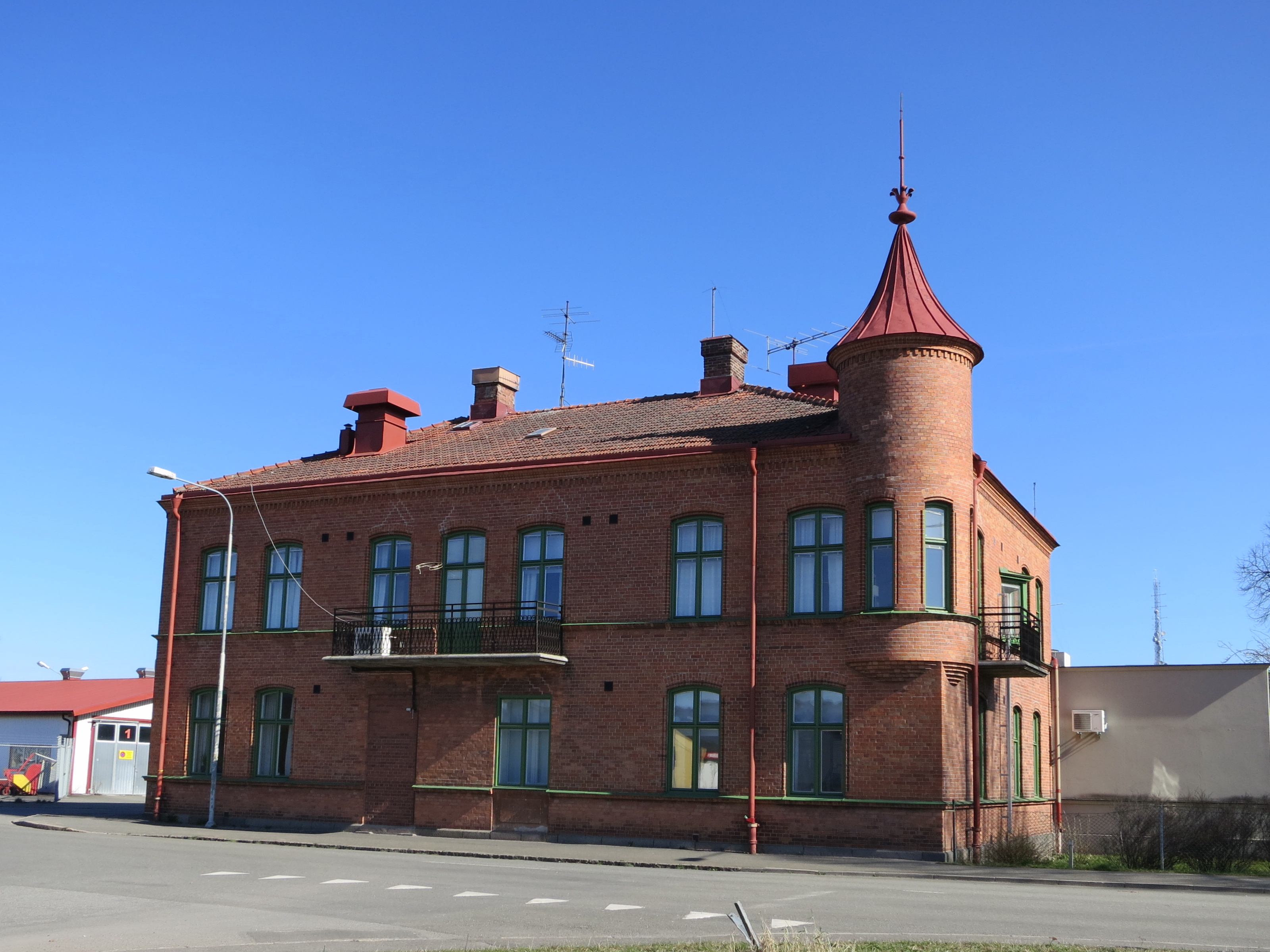
Radio Kristianstads lokaler

Radio Kristianstad är Sveriges Radios lokala kanal i Kristianstad, riktad till förutvarande Kristianstads län. Radiokanalen avlyssnas främst via huvudsändaren i Hörby, vilken har täckning i större delen av Skåne) på frekvensen 101,4 MHz, och även på 102,6 MHz (Båstad), 103,6 MHz (Ängelholm), 102,7 MHz (Simrishamn) och 102,6 MHz (Halmstad). P4 Kristianstad har täckning, förutom i Skåne, även bitvis i Bornholm, Själland, Halland, Blekinge och södra Småland.
Huvudredaktionen finns på Gasverksgatan 2 i Kristianstad, lokalredaktioner i Helsingborg och Simrishamn.
Sveriges Radio Kristianstad började sända för första gången måndagen den 29 augusti 1977. Kända profiler är bland andra Bosse Klaar, Ulla Brobäck, Per Engström, Anders Liljeqvist och Helene Persson.

## Frekvenser[5]
Nedan följer en tabell med frekvenser.
| SR Kristianstad | SR P1    | SR P2    | SR P3     | SR P4     |
| --------------- | -------- | -------- | --------- | --------- |
| Hörby           | 88,8 MHz | 92,4 MHz | 97,0 MHz  | 101,4 MHz |
| Simrishamn      | 87,6 MHz | 95,6 MHz | 100,2 MHz | 102,7 MHz |
| Ängelholm       | -        | -        | -         | 103,6 MHz |
| Halmstad        | -        | -        | -         | 102,6 MHz |

Information: P4 Kristianstad